# Gran Premi d'Europa del 2007
El Gran Premi d'Europa del 2007 es va disputar el 22 de juliol de 2007, al circuit de Nürburgring. Va ser la desena carrera de la temporada. També la darrera que se celebra en aquest circuit com a Gran Premi d'Europa. A partir de 2008 es repartirà l'organització del Gran Premi d'Alemanya amb Hockenheim.

## Qualificació
Durant els entrenaments oficials Lewis Hamilton va patir un greu accident a causa d'una mala col·locació del pneumàtic anterior dret, havent xocat a uns 200 km/h contra una de les tanques de protecció, al revolt anomenat "essa Schumacher" (antic revolt Michelin, tal com apareix al mapa). Fou evacuat en ambulància i helicòpter i la seva participació en el Gran Premi va ser dubtosa fins l'endemà, dia de la carrera, a primera hora. Finalment va tenir una cursa dolenta, sortint del traçat en un revolt a la quarta volta, juntament amb 5 pilots més i reprenent ajudat per la grua. Va acabar novè i va ser la primera cursa des del seu debut en què no pujava al podi.
Kimi Räikkönen es va adjudicar la 13a pole de la seva carrera i la segona del campionat. Després de guanyar els dos anteriors grans premis (Gran Bretanya i França) tenia l'oportunitat d'adjudicar-se per primer cop tres carreres consecutives, cosa que no va aprofitar.
Fernando Alonso va estar durant tota la cursa ocupant les primeres posicions, però no va ser fins a la volta 56, a 4 del final, que va avançar Felipe Massa i se situà líder fins al final, aconseguint sumar la segona victòria en aquest circuit. Fins aquell moment, només Schumacher havia aconseguit guanyar-hi més d'un cop, havent-se proclamat campió en 6 ocasions.
L'equip  Red Bull va aconseguir 10 punts en aquesta cursa, fita que mai havien assolit abans i que els situava sisens, davant  Toyota, en el mundial de constructors.
Durant el gran premi es van emetre freqüents previsions meteorològiques que arribaven a la precisió de dir el minuts que faltaven perquè tornés a ploure, novetat que va marcar l'estratègia de les escuderies.
Degut a la intermitència de la pluja, tant en l'espai com en el temps (de vegades a una part del circuit plovia i a l'altra feia sol) es va batre el rècord històric d'aturades a boxes : 75, superant en 6 l'anterior màxim registre, ocorregut al Gran Premi d'Europa de 1993.

## Classificació per la graella de sortida
| Pos | Nom                  | Pilot / Equip        | Part 1   | Part 2   | Part 3   |
| --- | -------------------- | -------------------- | -------- | -------- | -------- |
| 1   | Kimi Räikkönen       | Ferrari              | 1:31.522 | 1:31.237 | 1:31.450 |
| 2   | Fernando Alonso      | McLaren - Mercedes   | 1:31.074 | 1:30.983 | 1:31.741 |
| 3   | Felipe Massa         | Ferrari              | 1:31.447 | 1:30.912 | 1:31.778 |
| 4   | Nick Heidfeld        | BMW Sauber           | 1:31.889 | 1:31.652 | 1:31.840 |
| 5   | Robert Kubica        | BMW Sauber           | 1:31.961 | 1:31.444 | 1:32.123 |
| 6   | Mark Webber          | Red Bull - Renault   | 1:32.629 | 1:31.661 | 1:32.476 |
| 7   | Heikki Kovalainen    | Renault              | 1:32.594 | 1:31.783 | 1:32.478 |
| 8   | Jarno Trulli         | Toyota               | 1:32.381 | 1:31.859 | 1:32.501 |
| 9   | Ralf Schumacher      | Toyota               | 1:32.446 | 1:31.843 | 1:32.570 |
| 10  | Lewis Hamilton       | McLaren - Mercedes   | 1:31.587 | 1:31.185 | 1:33.833 |
| 11  | Nico Rosberg         | Williams - Toyota    | 1:32.117 | 1:31.978 |          |
| 12  | Alexander Wurz       | Williams - Toyota    | 1:32.173 | 1:31.996 |          |
| 13  | Giancarlo Fisichella | Renault              | 1:32.378 | 1:32.010 |          |
| 14  | Rubens Barrichello   | Honda                | 1:32.674 | 1:32.221 |          |
| 15  | Anthony Davidson     | Super Aguri - Honda  | 1:32.793 | 1:32.451 |          |
| 16  | Takuma Sato          | Super Aguri - Honda  | 1:32.678 | 1:32.838 |          |
| 17  | Jenson Button        | Honda                | 1:32.983 |          |          |
| 18  | Scott Speed          | Toro Rosso - Ferrari | 1:33.038 |          |          |
| 19  | Vitantonio Liuzzi    | Toro Rosso - Ferrari | 1:33.148 |          |          |
| 20  | David Coulthard      | Red Bull - Renault   | 1:33.151 |          |          |
| 21  | Adrian Sutil         | Spyker - Ferrari     | 1:34.500 |          |          |
| 22  | Markus Winkelhock    | Spyker - Ferrari     | 1:35.940 |          |          |

## Resultats de la cursa
| Pos | No | Pilot                | Equip                | Voltes | Temps/ Retirada  | Pos. de sortida | Punts |
| --- | -- | -------------------- | -------------------- | ------ | ---------------- | --------------- | ----- |
| 1   | 1  | Fernando Alonso      | McLaren - Mercedes   | 60     | 2: 06: 26. 358   | 2               | 10    |
| 2   | 5  | Felipe Massa         | Ferrari              | 60     | + 8.155 segons   | 3               | 8     |
| 3   | 15 | Mark Webber          | Red Bull - Renault   | 60     | + 65.674 segons  | 6               | 6     |
| 4   | 17 | Alexander Wurz       | Williams - Toyota    | 60     | + 65.937 segons  | 12              | 5     |
| 5   | 14 | David Coulthard      | Red Bull - Renault   | 60     | + 73.656 segons  | 20              | 4     |
| 6   | 9  | Nick Heidfeld        | BMW Sauber           | 60     | + 80.298 segons  | 9               | 3     |
| 7   | 10 | Robert Kubica        | BMW Sauber           | 60     | + 82.415 segons  | 5               | 2     |
| 8   | 4  | Heikki Kovalainen    | Renault              | 59     | + 1 Volta        | 7               | 1     |
| 9   | 2  | Lewis Hamilton       | McLaren - Mercedes   | 59     | + 1 Volta        | 10              |       |
| 10  | 3  | Giancarlo Fisichella | Renault              | 59     | + 1 Volta        | 13              |       |
| 11  | 8  | Rubens Barrichello   | Honda                | 59     | + 1 Volta        | 14              |       |
| 12  | 23 | Anthony Davidson     | Super Aguri - Honda  | 59     | + 1 Volta        | 15              |       |
| 13  | 12 | Jarno Trulli         | Toyota               | 59     | + 1 Volta        | 8               |       |
| Ret | 6  | Kimi Räikkönen       | Ferrari              | 34     | Prob. Hidràulics | 1               |       |
| Ret | 22 | Takuma Sato          | Super Aguri - Honda  | 19     | Retirada         | 16              |       |
| Ret | 18 | Ralf Schumacher      | Toyota               | 18     | Col·lisió        | 9               |       |
| Ret | 21 | Markus Winkelhock    | Spyker - Ferrari     | 13     | Prob. Hidràulics | 22              |       |
| Ret | 7  | Jenson Button        | Honda                | 2      | Virolla          | 17              |       |
| Ret | 20 | Adrian Sutil         | Spyker - Ferrari     | 2      | Virolla          | 21              |       |
| Ret | 16 | Nico Rosberg         | Williams - Toyota    | 2      | Virolla          | 11              |       |
| Ret | 18 | Scott Speed          | Toro Rosso - Ferrari | 2      | Virolla          | 18              |       |
| Ret | 19 | Vitantonio Liuzzi    | Toro Rosso - Ferrari | 2      | Virolla          | 19              |       |

## Altres
- Pole : Kimi Räikkönen 1: 31. 450
- Volta ràpida: Felipe Massa 1: 32. 853 (volta 34; 199,592 km/h)
- Debut de Markus Winkelhock, que sortint de l'última posició (22a) al cap de 4 voltes ja liderava la cursa per haver estat l'únic pilot en sortir amb rodes per pluja.

| Anterior GP: Gran Premi de Gran Bretanya del 2007 | FIA 2007 Fórmula 1 Campionat mundial | Següent GP: Gran Premi d'Hongria del 2007 |
| Anterior GP: Gran Premi d'Europa del 2006         | Gran Premi d'Europa                  | Següent GP: Gran Premi d'Europa del 2008  |